# Urothoe ruber
Urothoe ruber is een vlokreeftensoort uit de familie van de Urothoidae. De wetenschappelijke naam van de soort is voor het eerst geldig gepubliceerd in 1888 door Giles.